# Virslīga (2016)
Sezon 2016 był 25. edycją Virslīgi – najwyższej klasy rozgrywkowej na Łotwie. Sezon rozpoczął się 11 marca, a zakończył 5 listopada 2016. Tytułu broniła drużyna FK Liepāja. Mistrzostwo zdobyła drużyna FK Spartaks Jurmała.
Rozgrywki prowadzono systemem kołowym, w którym każda drużyna grała z każdą po cztery razy. Zespół, który zajął dziewiąte miejsce na koniec sezonu, musiał zmierzyć się z wicemistrzem 1. Līgi w barażach o udział w następnym sezonie Virslīgi.
Zespół FB Gulbene został wykluczony z poprzedniego sezonu z powodu podejrzeń o ustawianie meczów. Zwycięzcy niższego szczebla rozgrywek w sezonie z roku 2015, awansowali do ligi i przed rozpoczęciem sezonu zmienili nazwę z FC Caramba/Dinamo na Riga FC.
Drużyna Skonto FC nie uzyskała licencji na grę na najwyższym szczeblu ligi w sezonie 2016, mimo odwołania klubu, zostało ono odrzucone. Zespół Valmiera FC odrzucił możliwość awansu do wyższej ligi, zamiast niego awansował klub zajmujący trzecie miejsce FK Rigas Futbola Skola.

## Drużyny
| Uczestnicy poprzedniej edycji                                                                                 | Uczestnicy poprzedniej edycji | Uczestnicy poprzedniej edycji | Uczestnicy poprzedniej edycji |
| --- | ----------------------------- | ----------------------------- | ----------------------------- |
| MEL | FK Lipawa                     | 1                             |                               |
| FKW | FK Ventspils                  | 3                             |                               |
| FKJ | FK Jelgava                    | 4                             |                               |
| SPJ | Spartaks Jūrmala              | 5                             |                               |
| DAU | BFC Daugavpils                | 6                             |                               |
| MLR | FS METTA/LU Ryga              | 7                             |                               |
| Awans z 1. līgi (2015)                                                                                        |                               |                               |                               |
| BAR | Riga FC                       | 1                             |                               |
| RFS | Rīgas Futbola skola           | 3                             |                               |
| Oznaczenia: - kolumna pierwsza – skróty nazw drużyn, - kolumna trzecia – miejsce zajęte w poprzednim sezonie. |                               |                               |                               |

## Tabela
| Lp. | Drużyna             | M  | Z  | R  | P  | Bramki | Bramki | Różn. | Pkt | Uwagi                                        | Bezpośrednio |
| --- | ------------------- | -- | -- | -- | -- | ------ | ------ | ----- | --- | -------------------------------------------- | ------------ |
| 1   | Spartaks Jūrmala    | 28 | 17 | 4  | 7  | 46     | 22     | +24   | 55  | Liga Mistrzów UEFA • II runda kwalifikacyjna |              |
| 2   | FK Jelgava          | 28 | 16 | 3  | 9  | 37     | 24     | +13   | 51  | Liga Europy UEFA • I runda kwalifikacyjna    |              |
| 3   | FK Ventspils        | 28 | 15 | 6  | 7  | 47     | 28     | +19   | 51  | Liga Europy UEFA • I runda kwalifikacyjna    |              |
| 4   | FK Lipawa           | 28 | 12 | 6  | 10 | 38     | 31     | +7    | 42  | Liga Europy UEFA • I runda kwalifikacyjna    |              |
| 5   | Riga FC             | 28 | 8  | 12 | 8  | 28     | 24     | +4    | 36  |                                              |              |
| 6   | Rīgas Futbola skola | 28 | 9  | 8  | 11 | 22     | 31     | −9    | 35  |                                              |              |
| 7   | FS METTA/LU Ryga    | 28 | 8  | 6  | 14 | 32     | 47     | −15   | 30  | Baraże o Virslīgę                            |              |
| 8   | BFC Daugavpils      | 28 | 2  | 5  | 21 | 13     | 56     | −43   | 11  | Spadek do 1. līgi                            |              |

### Baraże o Virslīgę
9. zespół ligi FS METTA/LU Ryga musiał po zakończeniu sezonu zmierzyć się w dwumeczu barażowym, z wicemistrzem sezonu 2016 1. līgi – AFA Olaine o prawo gry w sezonie 2017 Virslīgi. Dwumecz skończył się wynikiem 2:1 dla FS METTA/LU.
| 9 listopada 2016 19:00 | AFA Olaine · Asgarov 85' | 1:1 | FS METTA/LU Ryga · Uldriķis 52' |  |
|                        |                          |     |                                 |  |

| 13 listopada 2016 15:00 | FS METTA/LU Ryga · Šibass 10' | 1:0 | AFA Olaine |  |
|                         |                               |     |            |  |

## Wyniki

### Pierwsza część sezonu
| Gospodarz \ Gość    | DAU | FKJ | MEL | MLR | BAR | RFS | SPJ | FKW |
| BFC Daugavpils      |     | 0:0 | 0:3 | 0:1 | 0:2 | 1:0 | 0:2 | 0:5 |
| FK Jelgava          | 3:1 |     | 0:1 | 2:0 | 2:1 | 4:0 | 0:1 | 4:3 |
| FK Lipawa           | 1:0 | 0:1 |     | 3:0 | 3:0 | 3:1 | 1:2 | 2:3 |
| FS METTA/LU Ryga    | 2:1 | 3:0 | 0:2 |     | 1:0 | 1:1 | 0:1 | 1:1 |
| Riga FC             | 2:0 | 1:1 | 0:0 | 2:1 |     | 0:0 | 0:0 | 1:1 |
| Rīgas Futbola skola | 0:0 | 1:0 | 1:0 | 3:2 | 1:1 |     | 0:2 | 1:2 |
| Spartaks Jūrmala    | 3:0 | 3:0 | 0:1 | 4:1 | 1:0 | 2:0 |     | 5:1 |
| FK Ventspils        | 3:0 | 1:0 | 2:2 | 2:0 | 1:1 | 0:1 | 2:1 |     |

Źródło: 
Objaśnienia:
1Drużyna gospodarzy jest wymieniona po lewej stronie tabeli.
Kolory: zielony – zwycięstwo gospodarzy, żółty – remis, różowy – zwycięstwo gości.

### Druga część sezonu
| Gospodarz \ Gość    | DAU | FKJ | MEL | MLR | BAR | RFS | SPJ | FKW |
| BFC Daugavpils      |     | 0:1 | 0:1 | 3:3 | 2:2 | 0:1 | 2:1 | 0:4 |
| FK Jelgava          | 2:0 |     | 3:2 | 1:2 | 1:0 | 2:0 | 2:0 | 2:0 |
| FK Lipawa           | 1:0 | 1:3 |     | 2:3 | 2:2 | 0:1 | 4:3 | 0:0 |
| FS METTA/LU Ryga    | 2:2 | 0:1 | 3:1 |     | 1:1 | 1:1 | 1:3 | 2:1 |
| Riga FC             | 3:0 | 1:0 | 0:1 | 2:1 |     | 1:0 | 1:1 | 1:2 |
| Rīgas Futbola skola | 2:0 | 1:0 | 1:1 | 3:0 | 0:0 |     | 0:2 | 0:3 |
| Spartaks Jūrmala    | 4:1 | 0:0 | 0:0 | 2:0 | 0:3 | 2:1 |     | 0:1 |
| FK Ventspils        | 2:0 | 1:2 | 2:0 | 2:0 | 1:0 | 1:1 | 0:1 |     |

Źródło: 
Objaśnienia:
1Drużyna gospodarzy jest wymieniona po lewej stronie tabeli.
Kolory: zielony – zwycięstwo gospodarzy, żółty – remis, różowy – zwycięstwo gości.

## Najlepsi strzelcy
| Bramki | Zawodnik           | Drużyna                          |
| ------ | ------------------ | -------------------------------- |
| 17     | Ģirts Karlsons     | FK Ventspils                     |
| 12     | Dzmitryj Płatonau  | FK Spartaks Jurmała              |
| 10     | Jevgēņijs Kazačoks | FK Spartaks Jurmała              |
| 8      | Eduards Tīdenbergs | FK Ventspils                     |
| 7      | Edgars Gauračs     | FK Liepāja //FK Spartaks Jurmała |
| 7      | Gļebs Kļuškins     | FK Jelgava                       |
| 7      | Andrejs Kovaļovs   | FK Jelgava                       |

Źródło: